# Kanahiiphaga
Kanahiiphaga es un género de insecto coleóptero de la familia Chrysomelidae. Kanahiiphaga fue descrito científicamente por primera vez en 1936 por Laboissiere.

## Especies
- Kanahiiphaga aeneipennis Laboissiere, 1936
- Kanahiiphaga costipennis Laboissiere, 1936
- Kanahiiphaga costulata Laboissiere, 1931
- Kanahiiphaga frontalis Laboissiere, 1936
- Kanahiiphaga orphana Chapuis, 1879
- Kanahiiphaga similis Laboissiere, 1936